# Henri Ciriani
Henri Ciriani (Lima, 30 dicembre 1936) è un architetto peruviano naturalizzato francese originario di Spilimbergo, in Friuli.
Emigrato dal Perù in Francia nel 1964, iniziò a lavorare presso lo studio di André Gomis (1965-1968). Successivamente entrò a far parte dell'Atelier d'urbanisme et d'architecture (AUA), celebre studio pluridisciplinare di Bagnolet. Nel 1982, aprì un proprio studio. Si è occupato prevalentemente di edilizia popolare e di progetti museografici. Ha insegnato progettazione all'UP7 e successivamente all'UP8 (attualmente EAPB) dove ha fondato il gruppo UNO.

## Premi
- 1983: Grand Prix national d'Architecture

## Opere realizzate
- 1980: 900 appartamenti a Noisy-le-Grand
- 1982: 125 appartamenti a Saint-Denis (la Court d'angle)
- 1983-1985: cucina dell'Ospedale St-Antoine a Parigi [1]
- 1986: 95 unità a Évry (ZAC du Canal)
- 1989-1992: museo Historial de la Grande Guerre, a Péronne
- 1983-1995: il Musée de l'Arles antique, nella Presqu'ile du Cirque Romain a Arles
- 1990: un edificio del ministero dell'Economia e delle Finanze, boulevard Vincent-Auriol a Parigi (con Adrien Fainsilber).